# Biskupice (gromada w powiecie opatowskim)
Biskupice – dawna gromada, czyli najmniejsza jednostka podziału terytorialnego Polskiej Rzeczypospolitej Ludowej w latach 1954–1972.
Gromady, z gromadzkimi radami narodowymi (GRN) jako organami władzy najniższego stopnia na wsi, funkcjonowały od reformy reorganizującej administrację wiejską przeprowadzonej jesienią 1954 do momentu ich zniesienia z dniem 1 stycznia 1973, tym samym wypierając organizację gminną w latach 1954–1972.
Gromadę Biskupice z siedzibą GRN w Biskupicach utworzono – jako jedną z 8759 gromad na obszarze Polski – w powiecie opatowskim w woj. kieleckim, na mocy uchwały nr 13f/54 WRN w Kielcach z dnia 29 września 1954. W skład jednostki weszły obszary dotychczasowych gromad Biskupice, Bukowiny, Łężyce i Michałów ze zniesionej gminy Modliborzyce oraz Niemienice ze zniesionej gminy Sadowie w tymże powiecie. Dla gromady ustalono 13 członków gromadzkiej rady narodowej.
1 stycznia 1959 do gromady Biskupice przyłączono wsie Szczegło i Szczegło-Zagroda oraz kolonie Szczegło, Truskolasy A, Truskolasy B, Truskolasy II, Truskolasy III, Kopaniny Lasy i Worowice Truskolasy ze zniesionej gromady Zwola.
Gromada przetrwała do końca 1972 roku, czyli do kolejnej reformy gminnej.